# CD-програвач

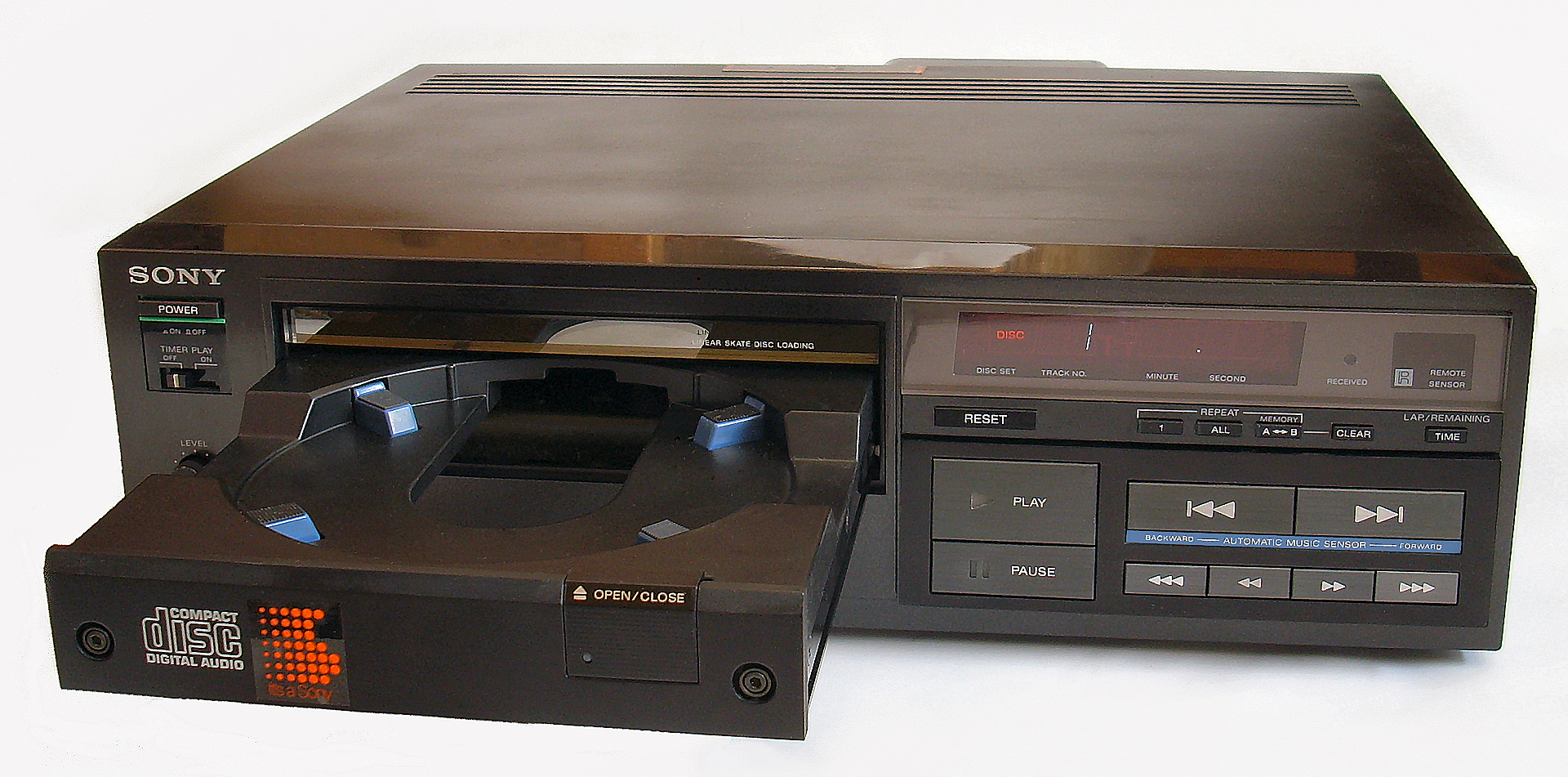
Стаціонарний CD-програвач

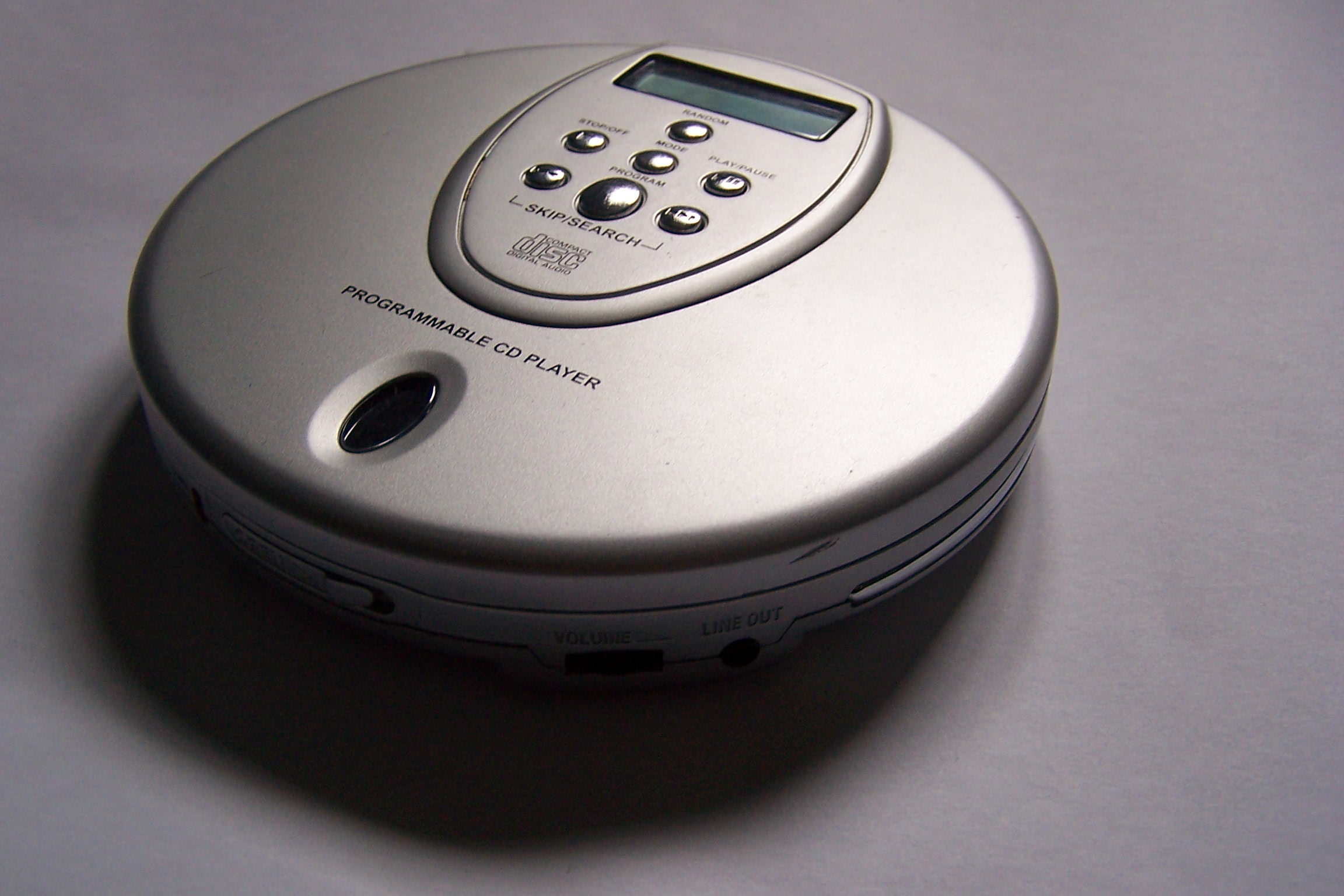
Кишеньковий CD-програвач

CD-програвач або CD-плеєр (англ. CD player) — приистрій, що здатен відтворювати цифрові оптичні диски формату CD. Існують стаціонарні (зникли з продажу) і кишенькові CD-програвачі. Через невелике енергоспоживання усі кишенькові CD-програвачі живляться від батарейок.